# Corpataux
Corpataux (toponimo francese) è una frazione del comune svizzero di Gibloux, nel Canton Friburgo (distretto della Sarine).

## Storia

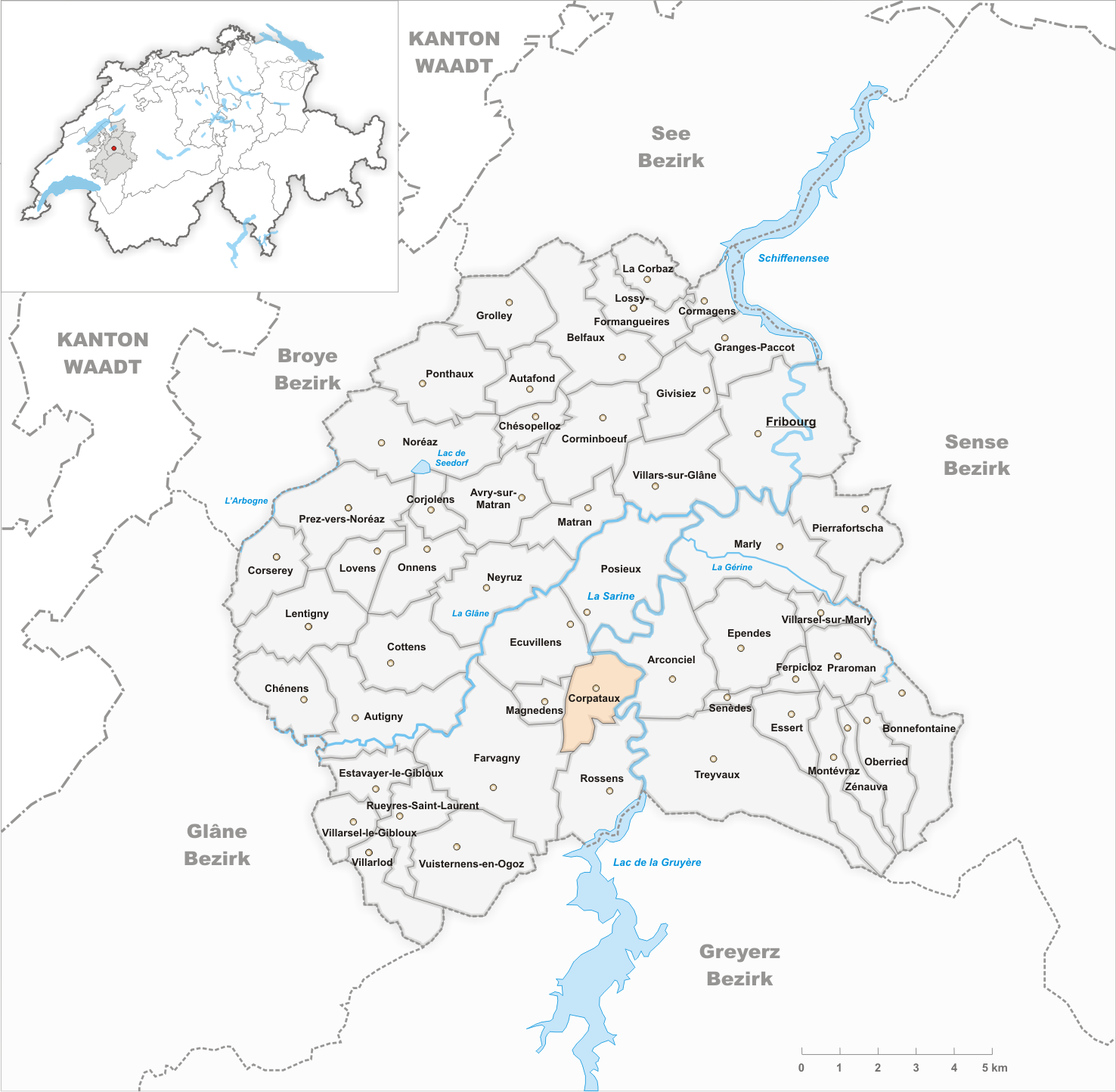
Il territorio del comune di Corpataux prima degli accorpamenti comunali del 1999

Già comune autonomo che comprendeva anche le frazioni di Grangeneuve (fino al 1832, quando assegnata al comune di Posieux) e La Tuffière, il 1º gennaio 1999 è stato accorpato all'altro comune soppresso di Magnedens per formare il nuovo comune di Corpataux-Magnedens, il quale a sua volta il 1º gennaio 2016 è stato accorpato agli altri comuni soppressi di Farvagny, Le Glèbe, Rossens e Vuisternens-en-Ogoz per formare il nuovo comune di Gibloux.

## Monumenti e luoghi d'interesse
- Chiesa cattolica di San Giovanni Battista, eretta nel 1912[2].

## Società

### Evoluzione demografica
L'evoluzione demografica è riportata nella seguente tabella:
Abitanti censiti

## Amministrazione
Ogni famiglia originaria del luogo fa parte del comune patriziale che ha la responsabilità della manutenzione di ogni bene comune.